# Буддизм
Будди́зм, традиционно Бу́дда-дха́рма («учение будд»), или просто Дха́рма (пали dhamma) — апатеистическая индийская религия или философская традиция, основанная на ряде оригинальных учений, приписываемых Будде Шакьямуни. В монашеской общине используется название Дха́рма-вина́я («учение и дисциплина»), которое использовал сам Будда. Существуют два основных течения буддизма со множеством школ — приоритетно монашеская тхеравада и более светская махаяна, которые равнозначно признаются важными, без намёка на «истинность».
Буддизм возник в древней Индии как традиция шраманов между VI и IV веками до нашей эры и распространился по большей части Азии. Это пятая по величине религия в мире с более чем 510 миллионами последователей, что составляет 7 % населения мира, известными как будди́сты. Буддизм включает в себя множество традиций, верований и духовных практик, в значительной степени основанных на учениях Будды и их последующих философских интерпретациях.
Согласно «Четырём благородным истинам», составляющим суть доктрины Будды, цель состоит в том, чтобы преодолеть страдания (духкха), порождённые страстным желанием, а также неведением об истинной природе реальности, основанной на непостоянстве (аничча) и отсутствии неизменной сущности (анатта). В большинстве буддийских традиций делается упор на устранение ошибочного представления об индивидуальном «я». Следование рекомендуемым Буддой путям ведёт к прекращению страдания, выходу из цикла смерти и рождения и достижению нирваны. Буддийские школы различаются по своей интерпретации пути к освобождению, относительной важности и каноничности, приписываемой различным буддийским текстам, а также их конкретных учений и практик. Широко распространённые практики включают медитацию, соблюдение моральных заповедей, монашество, принятие прибежища в Будде, Дхарме и Сангхе, а также взращивание парамит (совершенств или добродетелей).
Исследователи обычно признают два основных существующих направления буддизма: тхераваду (пали: «школа старейшин») и махаяну (санскрит: «великая колесница»). Тхеравада широко распространена в Шри-Ланке и странах Юго-Восточной Азии, таких как Камбоджа, Лаос, Мьянма и Таиланд. Махаяна, которая включает в себя традиции дзэн, Чистой земли, нитирэн, тяньтай (тендай) и сингон, широко практикуется в Непале, Малайзии, Бутане, материковом Китае, Японии, Корее, Вьетнаме и Тайване. Ваджраяна, свод учений, приписываемый индийским адептам, может рассматриваться как отдельная ветвь или как аспект буддизма махаяны. Тибетский буддизм, сохраняющий учения ваджраяны Индии VIII века, практикуется в странах Гималаев, Монголии, Калмыкии, Бурятии и в Тыве. Исторически, до начала 2-го тысячелетия, буддизм также был широко распространён в Афганистане, а также в некоторой степени закрепился в других местах, включая Филиппины, Мальдивы и Узбекистан.

## История
Буддизм возник в середине I тысячелетия до н. э. на территории Индии в среде шраманов — странствующих аскетов и отшельников. Согласно решению ЮНЕСКО, повлиявшему на празднование 2500-летия буддизма в 1956 году, условной датой возникновения буддизма является 543 год до н. э., когда Будда вступил в паринирвану. Большинство современных исследователей считает, что Будда умер в 486 году до н. э. Также поднимается вопрос о сдвижении периода жизни Будды таким образом, чтобы год его смерти относился к периоду 430—350 годов до н. э.
Традиция связывает возникновение буддизма с именем принца Сиддхартхи Гаутамы. Его отец Шуддходана скрывал от Гаутамы «всё плохое, что есть в жизни», тот жил в роскоши, женился на любимой девушке, которая родила ему сына. Толчком к душевному перевороту для царевича, как гласит предание, послужили «Четыре встречи» (они описаны в канонических Писаниях буддизма, таких как Палийский канон, «Буддачарита» и др.).
Вначале он увидел дряхлого старика, затем страдающего проказой и похоронную процессию. Так Гаутама узнал старость, болезнь и смерть — удел всех людей. Потом он увидел умиротворённого нищего странника, которому ничего не было нужно от жизни. Всё это потрясло царевича, заставило его задуматься о судьбах людей. Он тайно покинул дворец и семью, в 29 лет он стал отшельником и пытался найти смысл жизни. В результате глубоких размышлений в 35 лет он стал Буддой — просветлённым, пробуждённым.
Сорок пять лет Будда проповедовал своё учение, которое кратко и упрощённо может быть сведено к учению о четырёх благородных истинах.
На своей исторической родине в Индии буддизм просуществовал около 1700 лет, пережил несколько эпох расцвета: в III веке до н. э. — при императоре Ашоке, II—III веках — в империи Кушан, V веке — в империи Гуптов, VII веке — в империи Харши, VIII—XI веках — в империи Палов, и практически исчез в XIII веке во времена исламского нашествия, оказав однако громадное влияние на возникшие тогда формы индуизма.
За это время учение Будды распространилось за пределами Индии во множестве стран Азии, чему способствовали император Ашока (III век до н. э.) и позже властители империи Кушан, покровительствовавшие буддизму и посылающие миссии в соседние государства. Дхарма распространялась и по караванным тропам Великого Шёлкового пути. Так к VII веку учение Будды проникло на Шри-Ланку и территорию современного Афганистана, в страны Юго-Восточной Азии от Мьянмы (Бирмы) до Вьетнама и Индонезии, в страны Средней Азии, в Китай, на Корейский полуостров, в Японию, Тибет.
С VIII века начинается уничтожение буддизма мусульманами на территориях современного Афганистана, Пакистана, Средней Азии, а с XII века и в Индии.
Во второй половине XVI века тибетский вариант буддизма стал государственной религией Монголии. В это же время данный вариант также укоренился у ойратов и в Калмыцком ханстве, которое стало частью Московского государства в первой половине XVII века.
В настоящее время буддизм распространён в странах Южной, Юго-Восточной, Центральной Азии и Дальнего Востока и насчитывает сотни миллионов последователей. Буддизм является государственной религией Бутана, Камбоджи, Лаоса, Мьянмы и Таиланда. В Шри-Ланке буддизм не признан государственной религией, но конституция предоставляет буддизму «преимущественный статус».

## Основы учения
После нескольких лет наблюдения за различными явлениями жизни, а также за своим сознанием Будда Шакьямуни пришёл к выводу, что причиной страдания людей являются они сами, их привязанность к жизни, материальным ценностям, вера в неизменную душу, являющаяся попыткой создать иллюзию, противостоящую всеобщей изменчивости. Прекратить страдания (вступить в нирвану) и достигнуть пробуждения, в котором жизнь видится «такой, какова она есть», можно путём разрушения привязанностей и иллюзий устойчивости с помощью практики самоограничения (следования пяти заповедям) и медитации.
Будда утверждал, что его учение не является божественным откровением, а получено им через медитативное созерцание собственного духа и всех вещей. Учение не является догматом, и результаты зависят от самого человека. Будда указывал, что принимать его учение необходимо только посредством проверки через собственный опыт:
Не принимайте моё учение просто из веры или из уважения ко мне. Подобно тому, как купец на базаре при покупке золота проверяет его: нагревает, плавит, режет — чтобы убедиться в его подлинности, так же проверяйте и моё учение, и только убедившись в его истинности, принимайте его!
За две с половиной тысячи лет в процессе распространения буддизм впитал множество различных верований и обрядовых практик. Одни последователи буддизма делают упор на самопознание через медитацию, другие — на благие деяния, третьи — на поклонение Будде. Различия в идеях и правилах в разных буддийских школах вынуждают «признать „буддизмом“ любое учение, считавшееся буддийским самой традицией». Но все они, как отмечал Е. А. Торчинов, базируются на следующих доктринах:
- Четыре Благородные Истины:
  1. Существует дуккха («всё есть дуккха»[35]) — страдание (не вполне точный перевод с сильной эмоциональной окраской). Более точно под дуккхой понимают: неудовлетворённость, беспокойство, тревожность, озабоченность, страх, глубокую неудовлетворённость непостоянством, «неполноту», фрустрацию[35][36][37].
  2. У дуккхи есть причина (тришна или жажда: чувственных удовольствий, существования или несуществования[38], которая основана на ложном воззрении человека о постоянстве своего «Я», о существовании атмана[35]).
    - Жажда чувственных удовольствий включает в себя удовольствия для слуха, зрения, вкуса, осязания, тела и ума, которые Будда сравнивал с временным удовольствием прокажённого от расчёсывания им своих ран[39][40].
    - Жажда существования в целом понимается как «стремление продолжать существовать в качестве самого себя, своего эмпирического „я“», которое связано с самопониманием «я есть», или в конкретном случае как желание существовать вечно[39][40].
    - Жажда несуществования может пониматься как желание уничтожить тело из-за материалистического воззрения о том, что таким способом можно разрушить свой атман (уччхедавада). Или как стремление к будущему существованию, которое основано на желании «перестать быть тем, кто ты есть, и стать другим»[39][40][41].Также может трактоваться как желание достичь нирваны(в данном случае это желание и является жаждой)[источник не указан 315 дней].

  3. Существует возможность освободиться от дуккхи (прекратить действие её причины[42])[43][37].
  4. Существует путь, который ведёт к избавлению от дуккхи (восьмеричный путь, ведущий к нирване)[44].
- учение о причинно-зависимом происхождении и карме,
- доктрина анатмавады (принцип бессущностности, «не-души»),
- доктрина кшаникавады (учение о мгновенности),
- буддийская космология.

Последователи буддийского учения полагают, что эти принципы указал сам Будда, однако трактовки доктрин в разных школах могут сильно отличаться. Так последователи тхеравады считают данные доктрины окончательными, а последователи махаяны указывают на их условность и считают их промежуточным этапом в познании учения. Доктор философских наук В. Г. Лысенко выделяет другой список основных элементов учения, которые являются общими для всех школ:
- история жизни Шакьямуни,
- признание кармы и перерождений (сансара),
- Четыре благородные истины и Восьмеричный путь,
- доктрины анатмавады и взаимозависимого происхождения.

Трактовка данного списка элементов в разных школах также неоднозначна. Так в отдельных текстах махаяны данные элементы характеризуются лишь в качестве искусных средств для привлечения внимания к буддизму «людей с обычными духовными возможностями».
Всё учение Будды неразрывно связано со срединным путём, который последователю необходимо находить заново в каждой новой ситуации. Согласно данному пути, Будда не приемлет ни аскетизма, ни его противоположности, гедонизма, выраженного в чрезмерном следовании наслаждениям. А в доктрине взаимозависимого происхождения с помощью данного пути Будда указывал как на ошибочность веры в кармический детерминизм (криявады), так и на ошибочность веры в случайность всех событий (ядриччхавады). Учение о срединном пути в виде «снятия всех оппозиций и их растворения в пустоте всего сущего» в дальнейшем развил Нагарджуна, основавший школу мадхьямаки (дословно — «срединная»).
В буддийской «Сутре развязывания узла глубочайшей тайны» (Сандхинирмочане) провозглашается известная доктрина о трёх поворотах колеса Дхармы, согласно которой:
1. Во время первого поворота Будда проповедовал учение о Четырёх Благородных Истинах и причинно-зависимом происхождении (данный поворот связан с учением Хинаяны);
2. Во время второго поворота Будда проповедовал учение о пустоте и бессущностности всех дхарм (данный поворот связан с учением праджня-парамиты школы Мадхьямака, считавшей сутры праджня-парамиты окончательными, а сутры третьего поворота лишь промежуточными[50]);
3. Во время третьего поворота Будда проповедовал учение о природе Будды[51] и учение о «только лишь сознании», согласно которому «все три мира суть только лишь сознание»[48] (данный поворот, который сутра характеризует как наиболее полный и окончательный, связан с учением школы Йогачара).

Невозможно стать последователем учения «по рождению», стать буддистом можно только через осознанное принятие «прибежища», под которым понимают три драгоценности:
- Будду (под буддой понимают как Будду Шакьямуни, так и любого другого будду или пробуждённого);
- Дхарму (учение Будды, включающее в себя как опыт таковости «так как оно есть»[53] или опыт буддовости[33], так и методы, ведущие к данному опыту, различные для разных людей[53]. Кратким изложением Дхармы являются Четыре Благородные Истины[54]);
- Сангху (буддийское сообщество, под которым понимают как небольшую группу буддистов, так и всех буддистов вообще).

Наиболее важной драгоценностью буддийские учителя считают Дхарму. Не все буддийские наставники однозначно трактовали принятие прибежища. Например, шестой чаньский патриарх Хуэйнэн рекомендовал: «Советую тем, кто понимает, найти прибежище в тройной драгоценности собственной природы». После принятия прибежища мирянину также рекомендовалось соблюдать пять буддийских заповедей (панча шила): воздержание от убийства, воровства, распутства, лжи и опьянения. При проповеди Будда не акцентировал внимание на наказании за несоблюдение заповедей, опираясь не на страх или совесть своих последователей, а на здравый смысл, согласно которому при выполнении данных заповедей станет более возможной «личная и социальная гармония». В целом, методы борьбы со страстями, созданные Буддой, отличаются от методов более ранних аскетических школ. Будда указывал на необходимость не подавления чувств, а на необходимость развития непривязанности к вещам и явлениям, необходимость сознательного контроля и практики самонаблюдения (пали сати, санскр. смирти).
Для обретения способности помогать живым существам в прекращении их страданий, что является главной целью буддизма, буддисты в первую очередь пытаются уничтожить «три яда»:
- неведение относительно истинной природы, являющееся, согласно двенадцатичленной формуле бытия, «корнем сансары»;
- страсти и эгоистические желания;
- гнев и нетерпимость.

Буддийский путь спасения в целом — это совокупность моральных норм («культуры поведения»), психотехник («культуры психики») и определённых теоретических представлений («культуры мудрости»). Первое соответствует понятию «этика», второе и третье объединяются в буддологической литературе категорией «буддийская медитация». В буддизме считается, что успех медитации возможен только при условии нравственной чистоты. Поэтому, этап нравственности, к которому относят три элемента «восьмеричного пути»: «правильное действие», «правильная речь» и «правильный образ жизни», предшествует медитации. Буддийская добродетель предполагает принципы благорасположенности ко всем живым существам (анукампа), любви (метта), сострадания (каруна), отношения к другим существам, как к самому себе (сарва атмата).
В учении раннего периода и в последующее время важную роль занимала буддийская медитация. В широком смысле она представляет собой совокупность методов физического и духовного самосовершенствования, связанных с тремя группами практик восьмеричного пути. В узком смысле под буддийской медитацией понимается бхавана или «культивирование», состоящее из практики самонаблюдения смрити, концентрации внимания (самадхи и дхьяны) и интуитивного прозрения (праджни) истинности основ буддийского учения.
Жизнь, согласно буддизму, представляет собой проявление сочетаний или «потоков» дхарм, являющихся нематериальными частицами, «индивидуализированными атомарными событиями, составляющими опыт живых существ» или в широком смысле «любыми явлениями, свойствами, вещами, элементами, процессами, качествами». Это в равной степени относится как к человеку, так и, например, к камню. В случае, когда сочетание дхарм распадается, считается, что наступает смерть. После чего дхармы формируются в новое сочетание, тем самым запускается процесс реинкарнации, на который влияет полученная в прошлой жизни карма. Отрицая какую-либо «неизменную духовную субстанцию», существующую при перерождении, буддисты часто поясняли процесс перерождения при помощи следующей «процессуальной» модели: когда горящая свеча соприкасается с негорящей, пламя не передаётся, но является причиной, из-за которой начинает гореть вторая свеча. Бесконечный процесс перерождений, в ходе которого индивид испытывает страдания, возможно прекратить с достижением нирваны — «состояния покоя, блаженства, слияния с Буддой как космическим Абсолютом».
Человек в буддизме представляет собой динамическую психосоматическую систему из взаимодействующих дхарм, которые делятся на пять групп (скандх): рупа — тело и органы чувств; ведана — ощущение (приятное, неприятное и нейтральное); санджня — восприятие, распознавание, идентификация объектов (зрения, слуха, обоняния, вкуса, осязания и мысли); санскары — намерение, благоприятные и неблагоприятные кармические или волевые импульсы, выражающиеся в речи, поступках, мыслях и влияющие на формирование новой кармы; виджняна — шесть чувственных сознаваний или типов восприятий (сознавание слышимого, видимого, осязаемого, обоняемого, вкушаемого и ментального). Скандхи сочетаются в единую серию дхарм с помощью упаданы или привязанности к «я» и тем самым создают иллюзию индивида и условия для дальнейших рождений и смертей. Прекратить череду рождений и смертей можно только устранив приверженность «понимать всё в терминах „я“, „моё“ и научившись рассматривать свою психику как объективный процесс чередования дхарм». Для помощи в устранении приверженности была создана специальная система упражнений, к которой относилась медитация над 32 элементами тела, в ходе которой практикующий созерцает каждый элемент и говорит «это не я, это не моё, это не моё я, я не содержится в этом, это не содержится в я».
Буддизм концентрируется на сознании, психологии и освобождении. К прочим вопросам, не связанным с поиском освобождения и просветлением, буддизм, по выражению Торчинова, «относится весьма прохладно». Будда считал бесполезными вопросами метафизические вопросы вида «Вечна ли вселенная?» или «Существует ли Татхагата после смерти?» и отказывался отвечать на них, храня «благородное молчание».

## Течения
На основе махаянских представлений буддизм часто делят на Хинаяну («Малую колесницу») и Махаяну («Великую колесницу»), отдельно от последней также часто выделяют Ваджраяну («Алмазную колесницу»). Хинаяна также может, согласно классификации приверженцев махаяны, делиться на колесницу шравак и колесницу пратьекабудд, образуя таким способом вместе с махаяной Три колесницы по другому принципу.
Обозначение термином «хинаяна» современной тхеравады оскорбляет последователей данной школы, по этой причине некоторая часть современных буддологов отказалась от использования слова «хинаяна» в своих трудах. Также от использования данного понятия отказались те последователи буддизма, представители которых прибыли на шестой буддийский собор, проводившийся в середине XX века, и заключили соглашение о неприменении термина для тхеравады. Ввиду того, что сами последователи хинаяны не относят себя к данной традиции, современные буддологи используют ряд нейтральных названий для обозначения данного немахаянского направления: «южный буддизм», «традиционный буддизм», «классический буддизм», «мейнстрим-буддизм», абхидхарма, никая, тхеравада. Таким образом, современный буддизм иногда делят на Махаяну («Великую колесницу»), к которой относятся тибетские и дальневосточные школы, и Тхераваду («учение старейших») — единственную сохранившуюся школу никаи раннего буддизма.
Часть буддистов, особенно буддистов тхеравады, считающих себя приверженцами первоначального учения, а также первые буддологи рассматривают процесс развития буддизма как процесс деградации учения Будды. В то же время В. Г. Лысенко отмечает, что все буддийские направления и школы сохраняют основы учения, а распространение учения полностью согласуется с принципом упая каушалья, согласно которому «учение Будды не истина, а лишь инструмент обретения истины, которая выше всех учений». Будда пояснял это, сравнивая своё учение с плотом, который может перевезти нуждающихся через бурную реку, но после переправы он должен быть оставлен.
Весь период существования буддизма между колесницами продолжался процесс взаимопроникновения. Отчётливое разделение буддизма на колесницы началось в период распространения буддизма из Индии в другие страны и продолжилось после исчезновения буддизма в Индии.
Подробная схема школ и ответвлений буддизма собрана в статье «школы буддизма».
Буддизм, распространённый среди некоторой части мирян и значительно отличающийся от буддизма, проповедуемого в монашеской среде, присутствием различных суеверий и добуддийских местных верований, носит название простонародного.
Течения, «включающие в себя элементы буддийского вероучения и практик», но не являющиеся частью традиционного буддизма, обозначают как необуддизм.
Существует также светский буддизм, считающий, что буддизм в своей сущности не является религиозным учением, отрицающий какую-либо веру и уделяющий значительное внимание буддийской медитации.

### Южный буддизм (Тхеравада)
Тхерава́да, стхавиравада (пали: theravāda, санскр. थेरवाद, IAST: theravāda; स्थाविरवाद, IAST: sthāviravāda «учение старцев» / «учение старейших» или «учение старейшин») — колесница, последователи которой стремятся к личному освобождению. Представителями махаяны называется «малой колесницей», поскольку, по словам махаянистов, способна привести к освобождению только самого последователя. Название было введено махаянскими школами для обозначения всех немахаянских направлений буддизма. Сами немахаянские школы отказывались относить себя к хинаяне и указывали на себя посредством самоназвания каждой школы в отдельности. Современные буддологи часто обозначают данные школы как «традиционный буддизм» или «южный буддизм».
Согласно махаянистам, Хинаяна разделяется на колесницы шравак (слушателей, часто под ними понимаются монахи Хинаяны) и пратьекабудд, достигающих нирваны без поддержки сангхи. Южный буддизм содержал в себе, согласно современным исследованиям, от двадцати трёх до тридцати школ, включая сохранившуюся школу тхеравады, а также такие школы, как сарвастивада (вайбхашика), саутрантика, ватсипутрия, самматия и другие.
Тхеравада позиционирует себя как «единственную ортодоксальную трансляцию учения Будды» и видит свою задачу в борьбе с любыми нововведениями других школ и в критике малейших отхождений от собственных монашеских правил и интерпретаций образа жизни Будды. Современная тхеравада заявляет своё происхождение от вибхаджавады, существовавшей на Шри-Ланке. В другом значении под тхеравадой также имеют в виду направление стхавиравады, включавшее в себя 18 школ и сформировавшееся после начального разделения сангхи на стхавираваду и махасангхику. Эта школа достаточно консервативна, и в целом ближе к раннему буддизму, чем другие существующие буддийские традиции. В настоящее время тхеравада получила распространение в Шри-Ланке, Мьянме, Таиланде, Лаосе и Камбодже.
Также с хинаяной связана сохранившаяся в Японии школа Риссю (японское название школы Виная), имевшая на 1992 год 50—60 тысяч последователей и более двадцати храмов. В то же время данная школа не является «чисто хинаянистской школой» из-за использования махаянской философии.
Хинаяна в лице тхеравады опирается на Палийский канон, а её священным языком является пали (другие школы имели свои записи канонов на иных индийских языках). В школах вайбхашика и саутрантика, которые являлись основными школами, формировавшими философию хинаяны, важное место занимал текст буддийского философа Васубандху «Абхидхармакоша».
В хинаяне впервые возникла структура в виде сангхи из монахов, которая существует благодаря мирянам. Хинаяна также впервые начала строить ступы.
Хинаяна следовала буддийской космологии, разработанной на основе общеиндийской космологии, которая делит бытие на несколько уровней. Земля, согласно данной космологии, являлась плоской, с возвышающейся в центре горой Сумеру. Согласно космологии, в сансаре существует три слоя бытия: «мир желаний» (кама-лока), где живёт большинство существ, «мир форм» (рупа-лока), где живут высшие боги, не имеющие «грубых чувственных желаний», и «мир не-форм» (арупа-лока), где живут «существа, полностью избавленные от чувственности». Данные миры также соотносятся с восемью стадиями дхьяны.
Хинаяна очень отрицательно относится к окружающей человека сансаре, считая её полной страданий, нечистот и непостоянства. Хинаяна считает, что самым эффективным методом достижения нирваны является медитация. Древняя хинаяна отводит психопрактике крайне значительную роль. Внешней же практике, состоящей в основном из почитания ступ, придавалось менее важное значение. Последователь хинаяны должен был постепенно совершенствовать внимательность, сосредоточенность и мудрость. В итоге хинаянист поочерёдно становится одной из «четырёх благородных личностей»: «вступившим в поток» (сротапанной), «тем, кто вернётся ещё один раз» (сакридагамином), «невозвращающимся» (анагамином) и «совершенным» (архатом). Достичь нирваны и стать архатом, согласно хинаяне и тхераваде, могут только буддийские монахи, при этом также необходимо большое количество перерождений. Миряне же должны улучшать свою карму путём совершения хороших действий с тем, чтобы в одной из следующих жизней стать монахом. Наивысшим же достижением мирянина без становления монахом может быть лишь «попадание на небеса».
Учение хинаяны включает в себя все раннебуддийские элементы: Три драгоценности (Будда, Дхарма, Сангха), доктрину анатмавады о «не-я», Четыре благородные истины, учение о причинно-зависимом происхождении и другие элементы. Дополнительно хинаяна формирует учение о дхармах или «элементарных частицах психофизического опыта», комбинации которых, согласно хинаяне, и формируют всю реальность. Всего в хинаяне существует 75 видов дхарм, относящихся к одной из пяти скандх или пяти составляющих, из которых создаётся личность. Хинаянист может с помощью особых практик реализовать в себе праджню, позволяющую различать поток дхарм.
В процессе развития хинаяна не соглашалась с позицией махаяны и спорила с ней, но постепенно она вобрала в себя «ряд махаянских идей». Большинство западных буддологов до начала 1930-х годов считали хинаяну «истинным буддизмом», а махаяну искажённым вариантом, но после изучения текстов махаяны буддологи пересмотрели свою точку зрения.

### Махаяна
Махаяна сохранила очень старую «доканоническую» традицию Буддизма, которая в значительной степени, но не полностью, была исключена из канона Тхеравады.
Махаяна сохранила древние идеи от которых отказалась Тхеравада, такие как доктрина Трёх Тел Будды, идея сознания (Виджняна) как континуума, а также почитание буддийского пантеона.
Элементы этого Доканонического Буддизма пережили канонизацию, последующую фильтрацию идей и возродились в Махаяне.
Традиции Тхеравады и Махаяны «различные, но одинаково надежные записи Доканонического Буддизма, который теперь утерян навсегда».
В начале нашей эры махаяной стали обозначать новое буддийское учение, идейно противостоящее хинаяне. Существует несколько версий происхождения Махаяны. По одной из версий Махаяна возникла в среде школ, образовавшимися после раскола школы Махасангхика. В частности, монах-переводчик Парамартха (VI век н. э.) связывал первоначальное составление сутр Махаяны со школами этой группы. Современные исследователи отмечают связь сутр Татхагатагарбхи и ряда сутр Праджняпарамиты с махасангхиками региона Андхра. В то же время профессор Пол Харрисон указывает, что отнесение ранней Махаяны к какой-либо школе невозможно, так как «стало общепризнанным, что Махаяна была пан-буддистским движением или, лучше сказать, несвязанной совокупностью движений (подобно Пятидесятникам или Харизматическому христианству)». Другие версии происхождения Махаяны предполагают её возникновение в сообществе мирян, в местах почитания и хранения сутр или от части буддистов-аскетов, выбравших жизнь в лесу. В последнее время появилась версия о «текстовом движении», связанная с распространением махаянских сутр и практиками их копирования, запоминания и декламирования.
Согласно одной из версий, махаяна окончательно сформировалась на юге Индии, согласно другой, на северо-западе Индии. В дальнейшем махаяна активно распространяется в период правления царей Кушанской империи (нач. I века — сер. III века). На Четвёртом буддийском соборе, организованном царём Канишкой I, происходит узаконивание махаянских доктрин.
С VI века махаяна активно распространяется в Тибете, Китае, Японии и постепенно прекращает своё существование в Индии. В настоящее время многие буддисты махаяны живут на Дальнем Востоке и в Центральной Азии, также значительное их число проживает на Западе.
Главными «опорами» махаянской традиции являются праджня (интуитивная мудрость) и каруна или сострадание. С помощью каруны и искусных средств или упай реализуется учение о бодхичитте, подразумевающее стремление к собственному пробуждению «на благо всех живых существ». Спасение всех без исключения живых существ подразумевает безграничную любовь и сострадание к ним или махакаруну, что воплощается в бодхисаттве — существе, который дал обет отказаться от индивидуального достижения нирваны до тех пор, пока он не поможет всем существам освободиться от страданий. Бодхисаттва идёт путём шести парамит, особое место среди которых занимает праджня-парамита. Сутры праджняпарамиты, описывающие последнюю «запредельную мудрость», указывают на пустоту и бессущностность всех явлений реальности или дхарм. Весь существующий мир, согласно праджняпарамите, является Дхармой или буддовостью, а то, что «человек различает в нём, и многое другое является иллюзией (майей)». Таким образом, сансара или «мир различений» характеризуется как сновидение.
Большинство сутр в буддизме махаяны являются махаянскими сутрами. Махаяна считает, что и в махаянских сутрах, и в Палийском каноне содержатся слова Будды, в отличие от тхеравады, признающей только Палийский канон. Самой ранней сутрой махаяны считается «Аштасахасрика-праджняпарамита-сутра», появившаяся в I веке до нашей эры. Периодом активного создания махаянских сутр в Индии считаются II—IV века. К наиболее известным махаянским сутрам относят Ланкаватара-сутру, Сутру лотоса, Вималакирти-нирдеша-сутру, Аватамсака-сутру.
Целью махаянских школ, в отличие от школ хинаяны, является не достижение нирваны, а полное и окончательное просветление (аннутара самьяк самбодхи). Нирвану хинаяны последователи махаяны считают промежуточным этапом, указывая, что даже уничтожив клеши или омрачения сознания, остаются «препятствия гносеологического характера (джнея аварана)», под которыми понимается «неправильное знание». Таким образом, полностью пробуждённый самьяк самбуддха переживает состояние «много выше нирваны хинаянского архата».
Махаянская традиция проверяет буддийскую философию главным образом через следующие «четыре опоры»:
- опора на учение, а не на учителя;
- опора на смысл, а не на слова, его выражающие;
- опора на окончательный смысл, а не на промежуточный;
- опора на совершенную мудрость глубинного опыта, а не на простое знание.

Основной религиозной практикой махаянских школ считается медитация, почитанию различных будд и бодхисаттв в махаяне отводится второстепенная роль.
Для махаянских школ Будда считается не просто исторической личностью, а «истинной природой всех дхарм». Согласно махаяне, Будда представляет собой три взаимосвязанных «тела» (трикая), и наивысшее «дхармическое тело» Будды соответствует «истинной природе всех феноменов». Природа Будды, согласно махаяне, это также «истинная природа всех феноменов» или дхарм. Исходя из этого вывода, махаянские школы указывают на абсолютную тождественность сансары и нирваны, которые являются, согласно учению, лишь разными аспектами друг друга. Также из того, что «все дхармы суть дхармы Будды», последователи махаяны делают вывод о том, что любое существо является буддой, но «только не пробудилось к пониманию этого».
Ещё одним отличием махаяны от хинаяны стало меньшее значение монашества. Последователю в махаяне необязательно становиться монахом, чтобы реализовать свою природу Будды. Некоторые тексты также указывают, что ряд мирян обрели «более высокие уровни духовного постижения, чем большинство монахов».
Последователи махаяны также проявляли большую гибкость и адаптируемость, используя разнообразные искусные средства, но не меняя при этом основы своего учения, и гораздо большее стремление проповедовать в других странах по сравнению с хинаяной. По этим причинам именно махаянская традиция трансформировала буддизм из региональной религии в мировую.
Одним из способов деления махаяны является её деление на тибето-монгольскую махаяну, главными в которой считаются тексты на тибетском языке и дальневосточную махаяну, опирающуюся по большей части на тексты на китайском языке.
Махаяна также подразделяется на «школы трактатов», основывающиеся на шастрах и уделяющие повышенное внимание философии, «школы сутр» и «школы дхьяны» (школы созерцания).
Основные философские направления махаяны или школы трактатов:
- Мадхъямика — школа трёх трактатов, связываемая с сутрами праджняпарамиты[135]. Была создана Нагарджуной в I—II веках[122].
- Йогачара — школа дхармовых признаков, связываемая с виджнянавадой или концепцией сознания[136]. Была основана Асангой и Васубандху в IV—V веках[122].

Основные школы сутр:
- Тяньтай / Тэндай и Нитирэн,
- Хуаянь / Кэгон.

Основные школы дхьяны:
- Чань / Дзэн / Сон / Тхиен — эти школы «мгновенного» пути[51] являются ключевыми для данной группы. «С известными оговорками» Е. А. Торчинов в данную группу также включает[137]:
- Амидаизм,
- «школа Винаи» (люй цзун),
- «школа мантр» или «тайного учения» (буддизм тантры или ваджраяна, которую часто выделяют в отдельную колесницу).

#### Ваджраяна
Ваджраяна является тантрическим направлением буддизма, образовавшимся внутри махаяны в V веке нашей эры. Практика в системе ваджраяны предполагает получение специальной абхишеки и сопутствующих ей наставлений от достигшего реализации учителя. Главным средством достижения просветления в ваджраяне считается тайная мантра. Другими методами являются йогическая медитация, визуализации образов медитативных божеств, мудры и почитание гуру.
Ваджраяна распространена в Непале, Тибете и отчасти в Японии. Из Тибета пришла в Монголию, оттуда — в Бурятию, Туву и Калмыкию.
Основные школы:
- Тибетские школы
  - Ньингма
  - Сакья
  - Кагью
  - Джонанг
  - Гэлуг
- Сингон (японская школа)

Далай-лама также добавляет в число тибетских традиций добуддийскую традицию бон, указывая, что в данном случае не имеет значения, рассматривают ли бон как буддийскую традицию или нет. Оценки современного бон буддологами варьируются от традиции, которая «многое позаимствовала из буддизма, не превратившись в буддийскую систему», до «одного из не совсем „ортодоксальных“ направлений буддизма», с трудом отличаемыми от буддизма особенностями.
Как отмечает тибетолог А. Берзин, общим для четырёх тибетских буддийских традиций и бон является то, что в этих традициях есть монахи и миряне, изучение сутр и тантр, похожие медитативные и ритуальные практики, институт тулку и смешанные линии. Отличия заключаются в терминологии и трактовке терминов, точке зрения (гелуг объясняет учение с точки зрения обычного существа, сакья с точки зрения продвинувшихся по пути, кагью, ньингма и бонский дзогчен с точки зрения будды), виде практикующих (гелуг и сакья ориентированы на продвигающихся постепенно, а кагью, ньингма и бон в основном на мгновенное постижение), акцентах при медитации, взглядах на неконцептуальное восприятие и возможности выражения пустотности посредством слов (только гелуг допускает такую возможность) и других особенностях.

## Монашество
Начало буддийскому монашеству было положено самим основателем буддизма Гаутамой Буддой, жившим в V — IV веках до нашей эры. Многое в образе жизни буддийских монахов заимствовано у странствующих аскетов более ранних религий, некоторые из которых были учителями Будды.
Большинство буддийских монахов — не отшельники, стремящиеся жить в максимальной изоляции от мирского общества. Мирская и монашеская часть буддийской Сангхи довольно тесно взаимодействуют: миряне дарят монахам еду, одежду и другие необходимые вещи, и получают взамен наставление в Дхарме. Буддийские монахи и монахини обычно живут не поодиночке, а небольшими группами: например, учитель и его ученики или несколько монахов-друзей, путешествующих вместе. Чаще всего поселяются неподалёку от поселений мирских буддистов. Обычно буддийские монахи и монахини стараются обходиться необходимым минимумом вещей, пожертвованных им мирянами. Мирские буддисты кормят монахов и предоставляют им укрытие, когда те в нём нуждаются.
Жизнь буддийских монахов (бхикшу) и монахинь (бхикшуни) обычно подчинена сотням строгих правил, набор которых может несколько отличаться в разных буддийских школах и в разные времена; кроме того, для монахинь правил больше, чем для монахов. При этом в буддизме нет и не было всемирного управляющего центра или единой иерархии религиозной власти, поэтому существуют большое разнообразие и в понимании его философии, и в практике жизни, в том числе монашеской. Иногда это разномыслие даже приводило к расколам сангхи.
В убеждениях и образе жизни буддийских монахов в разных местах могут быть существенные различия. Они связаны как с распространением различных буддийских традиций и школ, в каждой из которых принято своё истолкование учения Будды, так и с климатическими, географическими, социальными и другими местными условиями, к которым монахи вынуждены адаптироваться. Например, в буддийских монастырях, расположенных в более холодном климате, монахам разрешается иметь больше предметов одежды, чем положено по каноническим писаниям. В тех местах, где выпрашивать готовую еду у мирских людей невозможно или сильно затруднительно (из-за ситуации на дорогах, удалённости, малонаселённости, неприятия нищенства государством и обществом или по другим причинам) — монахи организуют кухню при монастыре, в которой трудятся они сами и (или) мирские буддисты.
В школе дзэн монахи могут трудиться не только на кухне, но и использовать физический труд, например, в сельскохозяйственных работах в качестве медитативной практики, чего нет во многих других школах буддизма.

## Отличия от других учений и верований
В отличие от авраамических религий (иудаизм, христианство, ислам), в буддизме нет:
- всемогущего Бога-творца или Бога-личности, что также можно назвать абсолютным антикреационизмом[142] (см. ниришваравада),
  - в то же время, по мнению профессора Бернара Фора[англ.], Будду можно назвать высшим богом в буддизме в том числе из-за того, что в махаянском буддизме Будда описывается как «вечное, всезнающее и трансцендентное существо»[143],
  - по мнению современного тайского буддийского реформатора Бхиккху Буддхадасы, буддизм существует без Бога, но если под Богом понимать Творца, хранителя и разрушителя мира, то в буддизме таким Богом можно назвать Дхарму. А если под Богом понимать «причину или высший принцип управления миром», то Истину. Буддолог В. П. Андросов при этом отмечал идеологический характер высказывания Буддхадасы, стремящегося доказать равенство религий, и отчасти ошибочность его трактовки Бога в христианстве[144],
- сотворения мира, мир считается «никем не созданным и никем не управляемым»[94]; в то же время вопрос о том, есть ли у мира начало, считается «не имеющим ответа»[145],
- вечной души,
- искупления грехов,
- безоговорочной веры, в частности, веры в сверхъестественные силы (хотя буддизм указывает на возможность проверки существования магии, но не допускает стремления к её обретению, см. Магия и буддизм),
- абсолютной преданности,
- религиозной организации, аналогичной церкви (буддийская сангха является сообществом, а не организацией),
- ересей, по той причине, что в буддизме также нет[53]:
  - единого канона текстов, общего для всех школ (махаянская же трипи́така или сборник всех значимых буддийских текстов, содержащая в своём составе и часть текстов тхеравады и других школ раннего буддизма, в последней китайской редакции представляет собой 220-томное издание),
  - общих и непререкаемых для всех школ догматов.
    - тем не менее отношение к некоторым формам тантры значительно отличалось в индо-тибетском буддизме и в более пуританском японском буддизме. Так, учение Татикава-рю[англ.] было признано японскими буддистами того времени еретическим и запрещено[146],
- единственного мироздания, число миров считается бесконечным[147],
- провидения, за что буддизм иногда характеризуют в качестве «религии-самоспасения»[147],
- непременного отказа последователя от других религий. Последователь буддизма может быть одновременно последователем синтоизма, даосизма и «любой другой религии», при этом не нарушая основ буддийского учения, что является одним из проявлений буддийской толерантности[148],
  - в то же время буддистами практиковалась такие формы прозелитизма, как обращение местных божеств в буддизм либо низведение их до ранга демонов с последующим уничтожением[149],
- резкого, принципиального различия природы праведности и греха. Поэтому в буддизме также нет[150]:
  - жёсткого разделения на верных и неверных, избранных и язычников (гоимов, кафиров),
  - каких-либо территориальных разделений, подобных разделению на «территорию мира» (дар аль-ислам) и «территорию войны» (дар аль-харб),
    - в то же время Шри-Ланка для сингальских буддистов является чем-то вроде Святой Земли, которую необходимо охранять от иноверцев. Данное представление являлось, прежде всего, политической идеологией, не основанной на каких-либо священных текстах, и возникло на основе поэмы о царях Шри-Ланки «Махавамса», в которой говорилось об «Острове Дхармы». Также на появление данного представления в некоторой степени повлияли реформы шри-ланкийского буддийского националиста Анагарики Дхармапалы[151],

  - притязаний на монопольную истину.

Некоторые из этих положений отличают буддизм от индуизма и брахманизма. Индуизм также признаёт учение о карме, но буддизм стал первой религией, которая заявила, что одни люди не могут быть выше других из-за своего происхождения, социального статуса, рода занятий (касты) или пола. В целом, как отмечает В. П. Андросов, буддизм, индуизм и джайнизм разрабатывали свои философии «в условиях взаимно обогащающей полемики».
Несмотря на отрицание бога в буддизме, сами представители буддизма и некоторые исследователи не признают буддизм как атеистическое учение и предпочитают использовать термин non-theism, который в русскоязычной литературе обычно переводится как не-теизм, или термин нетеистическая религия. Дискуссионным для буддологов остаётся вопрос о том, насколько буддизм соответствует западному пониманию понятия религии. По мнению буддолога А. В. Парибока, буддизм неоднороден в этом вопросе. Например, абсолютно религиозными школами Парибок считает школы Нитирен и Чистой Земли, абсолютно нерелигиозными школы Сото-дзен и Дзогчен, большинство же оставшихся школ Парибок считает совмещающими религиозные и нерелигиозные элементы в различном соотношении.
Будда не считал себя богом, «сверхъестественным существом» или «посредником между людьми и высшими силами», в отличие от проповедников других религий, а говорил лишь то, что он пережил некоторый опыт «мистического прозрения реальности как она есть». Однако в махаянской Сутре Лотоса Будда ставит своё историческое происхождение под сомнение, указывая, что ранее он уже приводил многочисленных существ к освобождению, и его жизнь принца Сиддхарты была «искусным средством», необходимым для убеждения «слабых духом», под которыми понимались последователи хинаяны. Обычная биография Будды была предназначена для них, в то же время «наиболее продвинутые ученики» видели трансцендентную природу Будды, отмечает Фор. Будда также резко выступал против культа самого себя, хотя в дальнейшем культ Будды Шакьямуни и некоторых других будд, а также местных богов всё-таки появился.
Буддизм в определённой степени признаёт существование различных богов (дэвов), демонов и других подобных существ, но считает это «данностью „естественного“ устройства вселенной» и ставит их в один ряд с людьми, животными и растениями, так как такие существа тоже пребывают в сансаре и подчиняются карме.
Буддизм не говорит о том, что нужно верить в богов, карму или перерождение, а указывает на возможность «экспериментальной проверки», например, посредством медитации. В то же время буддизм отмечает, что поклонение богам является «пустой тратой времени». Некоторые из буддистов не верят в перерождение, по-прежнему оставаясь буддистами. Среди буддийских авторов встречаются три точки зрения на перерождение: «перерождение есть, перерождения нет, неважно, есть оно или нет». Будда указывал, что в его учении вера в перерождение не является необходимой, отмечая что «благородный ученик с чистым умом» может не придерживаться такой веры.
Некоторые известные учёные считали, что буддизм и наука близки друг другу, что из нынешних мировых религий именно буддизм наиболее отвечает современным научным представлениям. Так, Бертран Рассел отмечал, что буддизм опирается на научный метод и позволяет исследователю ответить на те вопросы (например, на вопрос «что такое сознание и материя?»), на которые не может ответить наука из-за её ограниченного набора методов исследования. Далай-лама XIV, рассматривая взаимодействие науки и буддизма, указывал, что если какой-либо подтверждённый научными исследованиями факт будет противоречить буддийской теории, то «нет сомнений в том, что в таком случае мы должны принять результаты научного исследования».

## Численность
На 2010 год численность буддистов оценивалась в 450—500 миллионов человек (по данным Encyclopedia Britannica — 463 млн человек, по энциклопедии «Религий мира» Дж. Мелтона — 469 млн, согласно отчёту американского исследовательского центра Pew Research Center — 488 млн). Однако существуют и более крупные оценки численности буддистов, так, буддолог А. А. Терентьев указывал на 2008 год оценку численности буддистов от 600 до 1300 миллионов человек. Согласно одной из оценок, 360 миллионов буддистов являются приверженцами махаяны, 150 миллионов представляют тхераваду и около 18 миллионов принадлежат тибетскому буддизму (махаяна и ваджраяна). При этом число буддистов, проживающих за пределами Азии, оценивается в семь миллионов человек. Количество монахов среди всех буддистов составляет около одного миллиона человек.
Основное число буддистов живёт в странах Южной, Юго-Восточной и Восточной Азии: Бутане, Вьетнаме, Индии, Камбодже, Китае (а также китайское население Сингапура и Малайзии), Корее, Лаосе, Монголии, Мьянме, Непале, Таиланде, Тибете, Шри-Ланке, Японии. В двадцатом веке появились общины буддистов в странах Европы, Америки, Австралии. При этом их членами являются не только выходцы из стран Азии, но и новообращённые последователи.

## В России
Буддизм в России традиционно исповедуют жители Бурятии, Калмыкии, Тувы.
В последние годы буддийские общины возникли в Москве, Санкт-Петербурге, Самаре и некоторых других наиболее крупных российских городах, не связанных с традиционными регионами буддизма. Число буддистов в этих городах, согласно опросам, составляет около 1 % их жителей. Такой же процент составляет число буддистов в масштабе всей страны. Наиболее известными являются следующие буддийские центры в России: Санкт-Петербургский буддийский храм, Иволгинский дацан (Бурятия), Золотая обитель Будды Шакьямуни (Калмыкия) и Верхнечаданский храм (Тува).

## Критика
Буддизм, как и любое другое религиозное учение, подвергается критике со стороны различных групп и отдельных представителей этих групп. Причиной для критики может быть неверность буддийским принципам отдельных представителей буддизма, их вовлечённость в националистическую политику (Юго-Восточная Азия) или поддержка военных действий правительства взамен государственной поддержки (Япония). Другие направления критики формируют некоторые представители марксистских, феминистских, христианских и атеистических групп. Существует также критический буддизм — направление в буддийской философии, критикующее различные аспекты дхармы, например, учение о Татхагатагарбхе.

## Комментарии
1. ↑  See also Atthakavagga and Parayanavagga